# Elena Ketra
Elena Ketra, pseudonimo di Elena Pizzato (Vicenza, 1979), è un'artista italiana.
Specializzata in arti visive, focalizza la sua ricerca su empowerment femminile, inclusione sociale, coscienza del senso di sé.

## Biografia
Diplomata in pittura all'Accademia di Belle Arti di Venezia, inizia la sua carriera artistica esponendo in gallerie e musei, quali il Museo d'arte contemporanea Donnaregina (Madre) di Napoli, al Museo d'arte moderna e contemporanea dell'Alto Mantovano (MAM) e al Silesian Museum a Katowice (Polonia).
Tra le opere manifesto della sua ricerca stilistica, "Girlpower", un tirapugni a dondolo per bambine, la serie "Serialmirrors", specchi feticcio che riflettono storie di donne assassine  e "Utereyes", l'utero con gli occhi che non subisce ma sceglie (finalista all'Arte Laguna Prize).
Nel 2023 presenta al Videocittà Festival di Roma con Solares Fondazione delle Arti di Parma la performance digitale Sologamy che affronta il fenomeno sociale della Sologamia, realizzando la prima piattaforma attraverso la quale le persone possono sposare se stesse.
L'artista ha pubblicato l'art essay Sologamia. Storia e significato della sologamia tra arte e vita e il saggio Sologamia. L’arte di sposare sé stessə, editi da Exibart edizioni.
Nel 2024 ha vinto il premio d'arte contemporanea Exibart Prize.